# Erich Schenk
Pour les articles homonymes, voir Schenk.
Erich Schenk est un historien de la musique autrichien né le 5 mai 1903 à Salzbourg et mort le 11 octobre 1974 à Vienne.

## Vie personnelle et scientifique
Erich Schenk étudia au Mozarteum à Salzbourg et ultérieurement à l’Université de Munich où il passa sa thèse de doctorat en 1925. Suivit son habilitation en 1930 à l’Université de Rostock. De cette université, découla en 1936 l’Institut de musicologie. 
Après l’éméritat de Robert Lach en 1940, Schenk le suivit comme professeur à l’Institut de musicologie de l’Université de Vienne. Il a pu s’y maintenir même après la prise de pouvoir national-socialiste et a été accueilli par l’académie des sciences autrichienne en 1946. En 1950, il fut élu doyen de la Faculté de philosophie et en 1957 au rectorat de l’Université de Vienne. 
Il gagna sa réputation de musicologue entre autres en tant qu’éditeur de la ligne de musicologie Denkmäler der Tonkunst in Österreich (DTÖ) (Monuments de l'art musical autrichien) et à travers ses recherches en musique viennoise classique et baroque. Pour son travail de recherche en musicologie, Schenk reçut une quantité d’honneurs, comme la grande médaille d’argent de la République d’Autriche. 
Plus tard, il devint docteur honoris causa de l’Université de Brunn et de Rostock. En 1966, il reçut le prix Wilhelm Hartel, en 1970 la médaille autrichienne pour la science et l’art et en 1971 il devint émérite. Depuis 2003, l’association Mozartgemeinde Wien décerne un nouveau prix aux jeunes musiciens et musiciennes sous le nom de « prix Erich Schenk ». Celui-ci a été ordonné dans le testament de la veuve du musicologue et remplace l’ancien prix d’interprétation de la ville de Vienne.

## Antisémitisme d’Erich Schenk
Il est incontestable que Schenk était à partir du début des années trente fortement antisémite et ce, jusqu’à sa mort, ce qui ne fut pas corrigé. Cela a pu être prouvé à plusieurs reprises. 
Ainsi, dès le 2 août 1934, Schenk fut membre du syndicat des enseignants national-socialistes (NS Lehrerbund), puis maître de conférences des national-socialistes allemands et employé temporaire pour les activités d’espionnage du bureau Rosenberg, dans le cadre duquel il donna des informations sur d’anciens étudiants musicologues juifs et travailla étroitement avec Herbert Gerigk (en) sur un lexique des juifs dans la musique (Lexikon der Juden in der Musik). 
Gerigk remercia sincèrement Schenk : « Un examen attentif des candidats au doctorat viennois mettrait probablement en lumière encore quelques gros juifs ». De par son travail au bureau Rosenberg, Schenk fut exempté du service militaire. Il participa également au journal de Rosenberg « Musik im Kriege » (Musique pendant la guerre). 
Dans la biographie de Johann Strauss parue en 1940, chaque juif était méticuleusement caractérisé et les résultats de recherche sur les pathologies prétendument avérées de Johann Strauss (qui reposaient sans aucun doute sur des données de Mme Adele, la troisième femme de Johann Strauss) n’étaient aux yeux d'Ernst Décsey qu’un point de vue autocratique et du bavardage journalistique. 
Cette biographie occupa une place importante dans la recherche sur Strauss en musicologie, jusqu’à ce qu'Ernst Décsey reconstruise l’image de la vie de Strauss de façon historique basée sur des dates et des lieux.

## Action en justice contre Schenk
La plainte contre Schenk fut déposée seulement après-guerre par la force de l’occupation américaine. Le chef de section Otto Skrbensky du Ministère de l’intérieur mena alors les recherches. Il contesta les accusations contre Schenk. 
En ce qui concerne la réquisition de la bibliothèque de Guido Adler, évènement au cours duquel Schenk avait joué un certain rôle, il pensait : « Il n’y a rien à dire contre le professeur Schenk, car c’était dans l’intérêt de l’Autriche, que la bibliothèque reste dans notre mère Patrie ». 
L’expropriation comme acte du vouloir du peuple apparaissait à Skrbensky comme une mesure incontestablement convenable. Le 30 juin 1952, le ministre fédéral Kolb écrivit à Schenk : « Le ministère fédéral a rejeté l’accusation après un examen détaillé des activités d’antan et le rachat de la bibliothèque par l’Institut de musicologie de l’Université a été reconnu correct et allant dans le sens de la préservation du patrimoine ».

## Après la Seconde Guerre mondiale
Lorsque Gösta Neuwirth commença un travail sur Franz Schrecker au début des années soixante, il fut bien servi par le professeur viennois: « Avec les juifs, je n’abandonne pas! ». Une procédure entamée contre Schenk en 1967 ne donna aucun résultat. 
Le comportement falsifié de Schenk résida aussi dans le fait qu’il a pu être montré que ses écrits sur la fondation du national-socialisme à l’occasion du numéro spécial de son Ausgewählten Aufsätze, Reden und Vorträge, furent corrigés et épurés.

## Publications
- Giuseppe Antonio Paganelli, sein Leben und seine Werke, dissertation, Munich, 1925, Vienne, 1928.
- Johann Strauss (fils), Potsdam 1940.
- Das Ahnenerbe, Vienne, 1941.
- Mozart und der italienische Geist, 1941.
- Musik in Kärnten, Klagenfurt, 1941.
- Organisationsformen deutscher Gemeinschaftsmusik, Klagenfurt, 1942.
- 950 Jahre Musik in Österreich, 1946.
- Kleine Wiener Musikgeschichte, Vienne, 1947.
- Wolfgang Amadeus Mozart, Vienne, 1955, Munich, 1989.  (ISBN 3-7957-8268-6)
- Die italienische Triosonate, Cologne, 1955.
- Ausgewählte Aufsätze, Reden und Vorträge, Graz, 1967.
- Die ausseritalienische Triosonate, Cologne, 1970.